# Polityka przesuwania wydatków
Polityka przesuwania wydatków to narzędzie do dyspozycji państwa chcącego prowadzić politykę dostosowawczą, czyli świadome działanie  w celu przywrócenia zachwianej równowagi bilansu płatniczego. Polega na podejmowaniu działań mających na celu przesunięcie części wydatków z dóbr krajowych na dobra zagraniczne(w przypadku nadwyżki bilansu płatniczego) lub z dóbr zagranicznych na dobra krajowe (w przypadku występowania deficytu bilansu płatniczego).
Politykę przesuwania wydatków dzielimy na:
- politykę kursową
- politykę wybiórczego przesuwania wydatków

Oprócz stosowanych środków różnica pomiędzy nimi polega na ich zasięgu. Polityka kursowa obejmuje wszystkie podmioty gospodarcze utrzymujące kontakt z zagranicą, a polityka wybiórczego przesuwania wydatków – jedynie część tych podmiotów.